# شاهزاده ناروهیسا کیتاشیراکاوا
شاهزاده ناروهیسا کیتاشیراکاوا (به ژاپنی: 北白川宮成久王، Kitashirakawa-no-miya Naruhisa-ō); ۱۸ آوریل ۱۸۸۷ – ۱ آوریل ۱۹۲۳) آریستوکراسی (طبقه)، افسر (نیروهای مسلح)، و سیاستمدار اهل امپراتوری ژاپن و نوه امپراتور میجی بود.